# Planisferi (fresc)
El Planisferi és un fresc provinent de la de Vil·la de Sant Marc, trobat durant les excavacions arqueològiques de l'antiga ciutat d'Estàbia (l'actual Castellammare di Stabia) i conservat a l'Antiquarium stabiano.

## Història i descripció
El fresc es va fer durant l'època flàvia, per tant a la primera meitat del segle i, i va ser pintat sota el sostre del pòrtic que envoltava el segon peristil de Vil·la de Sant Marc. Es va trobar fragmentat l'any 1952 durant unes excavacions arqueològiques promogudes per Libero D'Orsi, i posteriorment va ser recompost i conservat a l'Antiquarium stabiano.
El fresc representa un globus terraqüi sobre fons fosc i al seu interior dues esferes que s'entrecreuen en els eixos. Aquestes esferes són mogudes per dues figures femenines, la Primavera i la Tardor, ajudades per uns amorets. La manca d'una bona meitat de la representació en dificultava la interpretació. Tanmateix el més recolzat és que és una esfera armil·lar, on les esferes representen l'equador i un meridià, desplaçades per la personificació de les estacions. Tota l'obra està envoltada per un marc vermell amb decoracions grogues.